# Titularerzbistum Misthia
Misthia (ital.: Mistia) ist ein Titularerzbistum  der römisch-katholischen Kirche.
Es geht zurück auf ein früheres Erzbistum der antiken Stadt Misthia in der kleinasiatischen Landschaft Lykaonien im  Süden der heutigen Türkei.
| Titularbischöfe von Misthia |                                                             |                                                                             |                   |                 |
| Nr.                         | Name                                                        | Amt                                                                         | von               | bis             |
| 1                           | Georges-Marie-Joseph-Hubert-Ghislain de Jonghe d’Ardoye MEP | Apostolischer Delegat, Apostolischer Internuntius und Apostolischer Nuntius | 16. Oktober 1938  | 27. August 1961 |
| 2                           | René Graffin CSSp                                           | emeritierter Erzbischof von Yaoundé (Französisch-Äquatorialafrika)          | 6. September 1961 | 16. April 1967  |